# Makiïvka
Makiïvka (en ukrainien : Макіївка, en russe : Макеевка, Makeïevka) est une ville industrielle de l'oblast de Donetsk, en Ukraine. Sa population s'élevait à 340 337 habitants en 2021. Elle est située dans la république populaire de Donetsk (entité non reconnue internationalement) depuis l'insurrection pro-russe de 2014.

## Géographie
Makiïvka est située à 11 km au nord-est de la ville de Donetsk, dans le Donbass, et fait partie de l'agglomération de Donetsk ; elle est reliée au réseau ferré par sa gare. La ville est assise sur le Plateau du Donets, à une altitude de 214 mètres, près des sources de la rivière Hrouzka, affluent du fleuve côtier Kalmious, et qui s'écoule vers le sud en direction de la mer d'Azov.

## Histoire
L'histoire de la ville remonte aux cosaques du XVIIe siècle. Au XIXe siècle, les établissements cosaques de Iazynivka, Nyjn Krynka, Semianky, Makiïvka et Chtchehlov se regroupent pour former une bourgade avec un marché et une administration qui prend le nom de Dimitrievsk et reçoit le statut de ville en 1917. La première mine de charbon est ouverte en 1875. La ville est renommée Makeïevka (selon la graphie russe officielle) du temps de l'URSS, le 5 avril 1931. Pendant la Seconde Guerre mondiale, la ville est occupée par la Wehrmacht d'octobre 1941 à septembre 1943.
Makiïvka et Donetsk sont deux villes voisines présentant la même structure industrielle (métallurgie et industrie houillère). Aussi, dans les années 1970, il était prévu de les réunir grâce à une nouvelle gare centrale et à un métro, mais ce projet n'a pas été réalisé. Il a été fait appel à une population en provenance de l'ensemble de l'URSS, en particulier dans les années 1970.

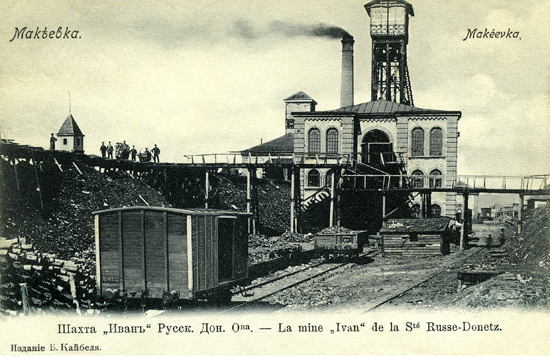
La mine Ivan fin XIXe siècle.

### XXIesiècle
Pendant la guerre russo-ukrainienne, l'hôtel de ville a été pris par des séparatistes pro-russes le 13 avril 2014. Depuis lors, Makiivka est contrôlée par la république populaire de Donetsk.
Dans la nuit du 31 décembre 2022 au 1er janvier 2023, un bâtiment de l'école professionnelle et technique occupé par des militaires est bombardé. Le ministère russe de la Défense indique, que « quatre missiles ont touché un centre de déploiement temporaire de l'armée à Makiïvka et indiquant que 63 militaires russes avaient été tués. » Deux jours plus tard, le bilan est réévalué à 89 morts. Les autorités ukrainiennes et le commentateur pro-russe Igor Guirkine estiment de leur côté qu'il y aurait environ 400 morts. Il s'agirait d'une frappe de roquettes lancées à partir de lance-roquettes multiples (HIMARS),,,,.

## Population
Recensements ou estimations de la population :
| 1923*  | 1926*  | 1937*   | 1939*   | 1959*   |
| ------ | ------ | ------- | ------- | ------- |
| 15 509 | 51 436 | 160 239 | 241 897 | 357 575 |

| 1970*   | 1979*   | 1989*   | 2001*   | 2011    |
| ------- | ------- | ------- | ------- | ------- |
| 392 250 | 436 020 | 430 201 | 389 589 | 358 156 |

| 2012    | 2013    | 2014    | 2015    | 2016    |
| ------- | ------- | ------- | ------- | ------- |
| 356 118 | 353 918 | 351 820 | 348 173 | 347 227 |

| 2017    | 2018    | 2019    | 2020    | 2021    |
| ------- | ------- | ------- | ------- | ------- |
| 347 376 | 344 793 | 343 158 | 341 362 | 340 337 |

## Personnalités liées  à Makiïvka
- Vassyl Djarty, ancien maire.

### Nées à Makiïvka
- Alexandre Khanjonkov (1877-1945), pionnier du cinéma russe.
- Michel Larine (1906-1942), militaire et résistant, compagnon de la Libération.
- Els Aarne (1917-1995), compositrice estonienne.
- Oleg Fissounenko (1930-2003), géologue.
- Iouri Vlassov (1935-2021), haltérophile, champion olympique, écrivain et homme politique russe.
- Irina Iarovaïa (1966–), femme politique russe.
- Olena Anatoliivna Bondarenko (1974–), femme politique ukrainienne.
- Olha Bouslavets (1975–), femme politique ukrainienne.
- Denis Pouchiline (1981–), homme politique ukrainien.
- Maxime Fomine (1982-2023), correspondant militaire et blogueur ukrainien.
- Pavlo Kyrylenko  (1986–), homme politique ukrainien.
- Iana Jdanova (1988–), militante féministe ukrainienne.

## Lieux d'intérêt

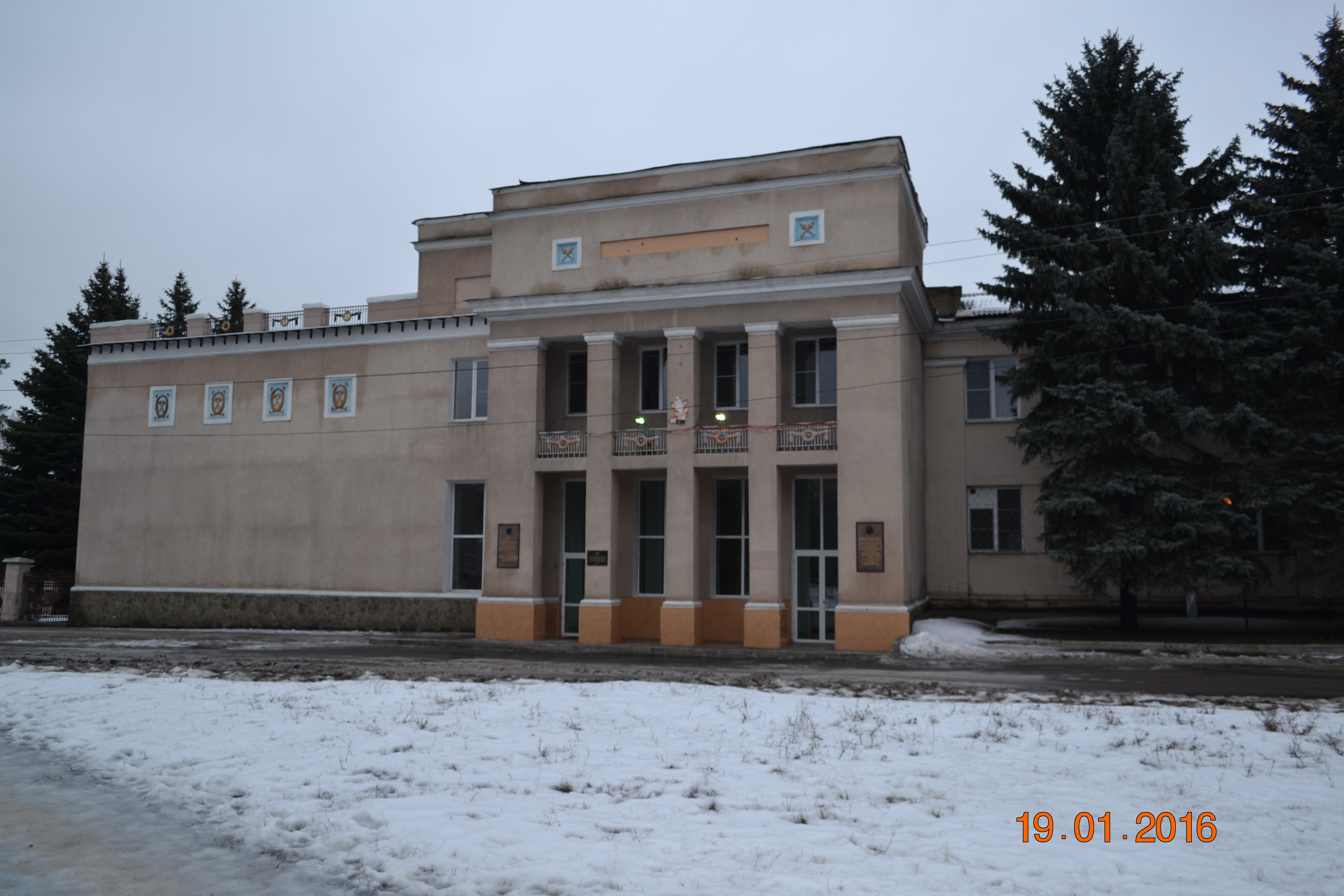
Institut de recherche minier classé[7].
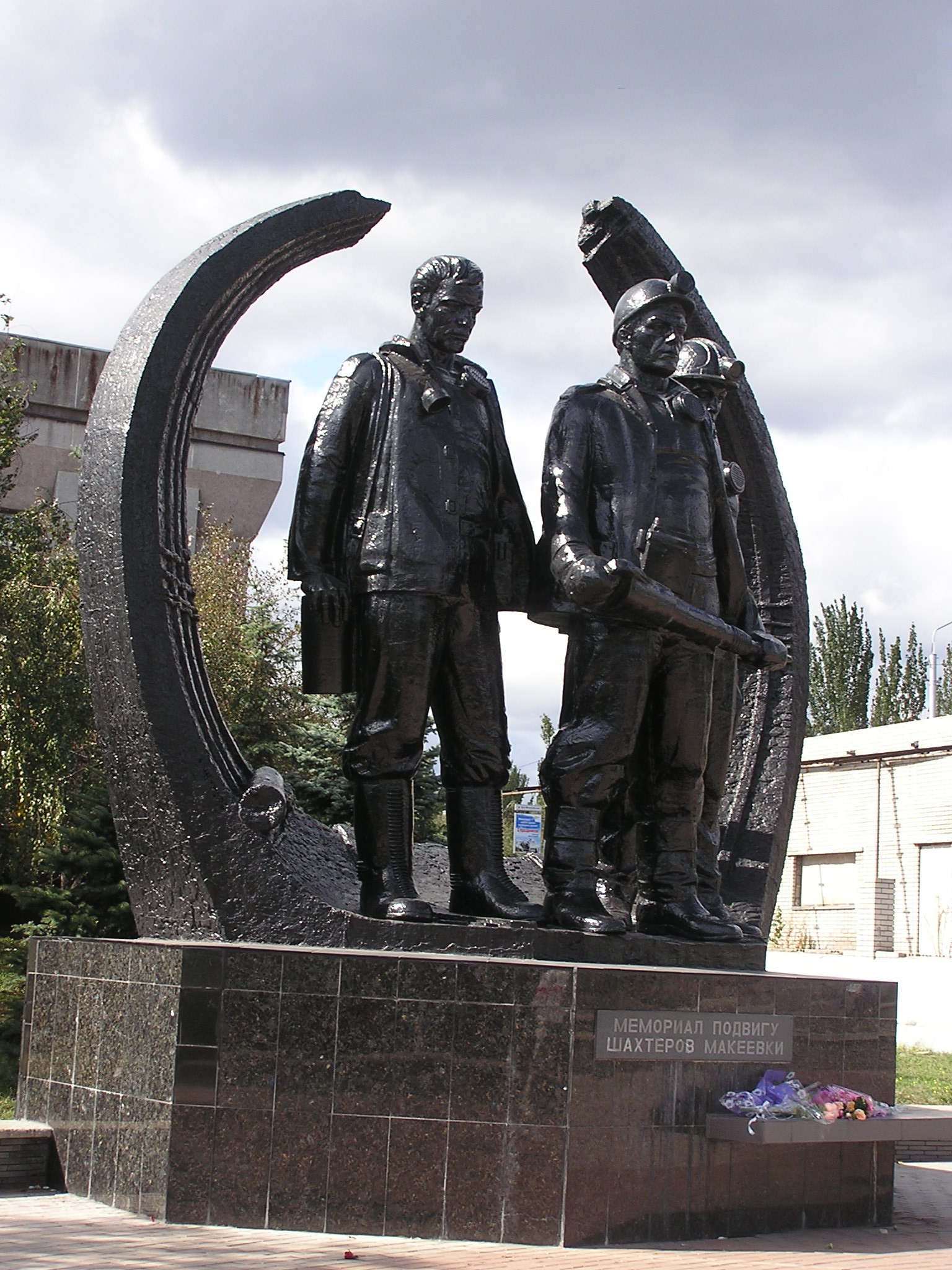
Monument aux mineurs classé[8].
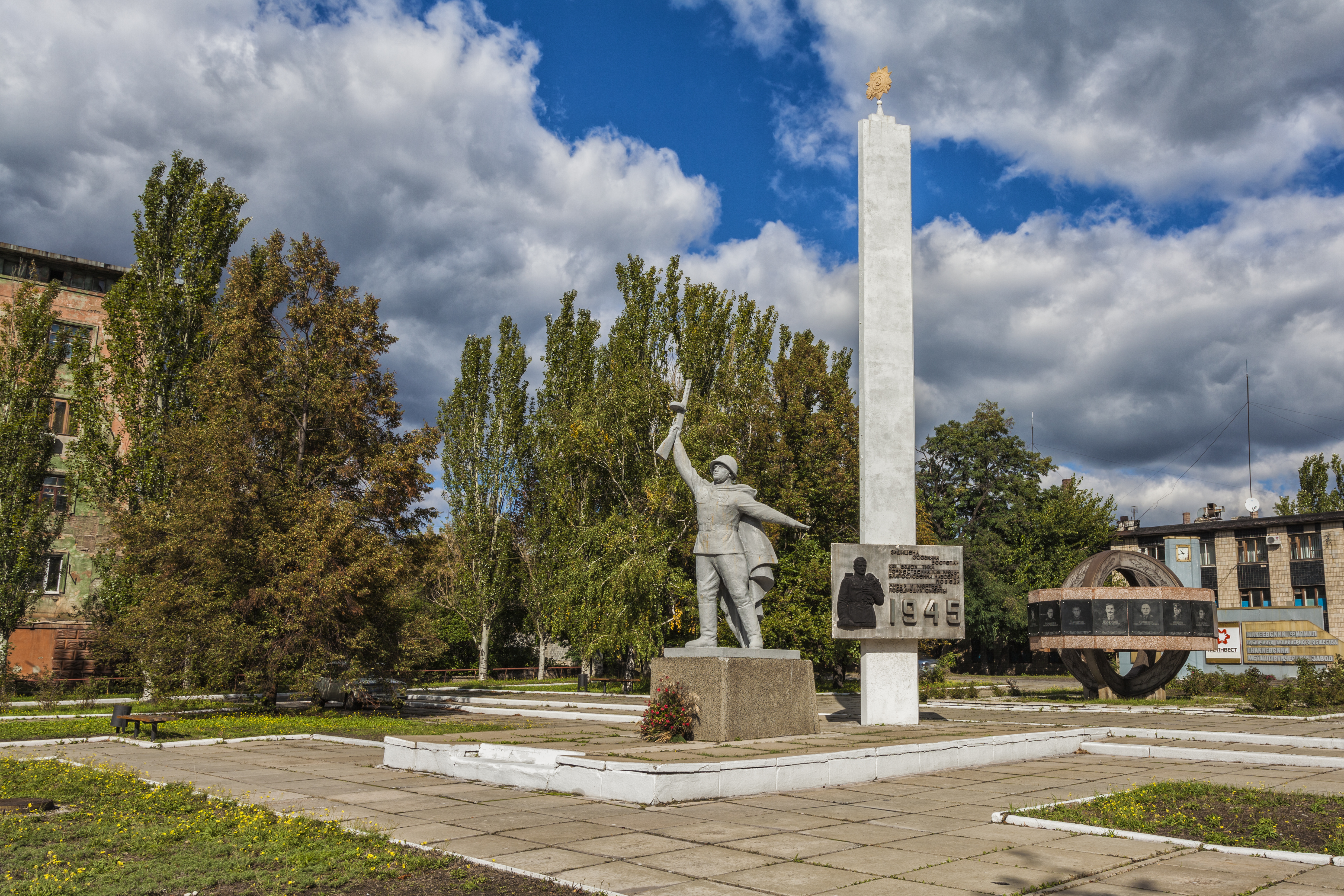
Mémorial aux travailleurs victimes de la seconde guerre mondiale classé[9].
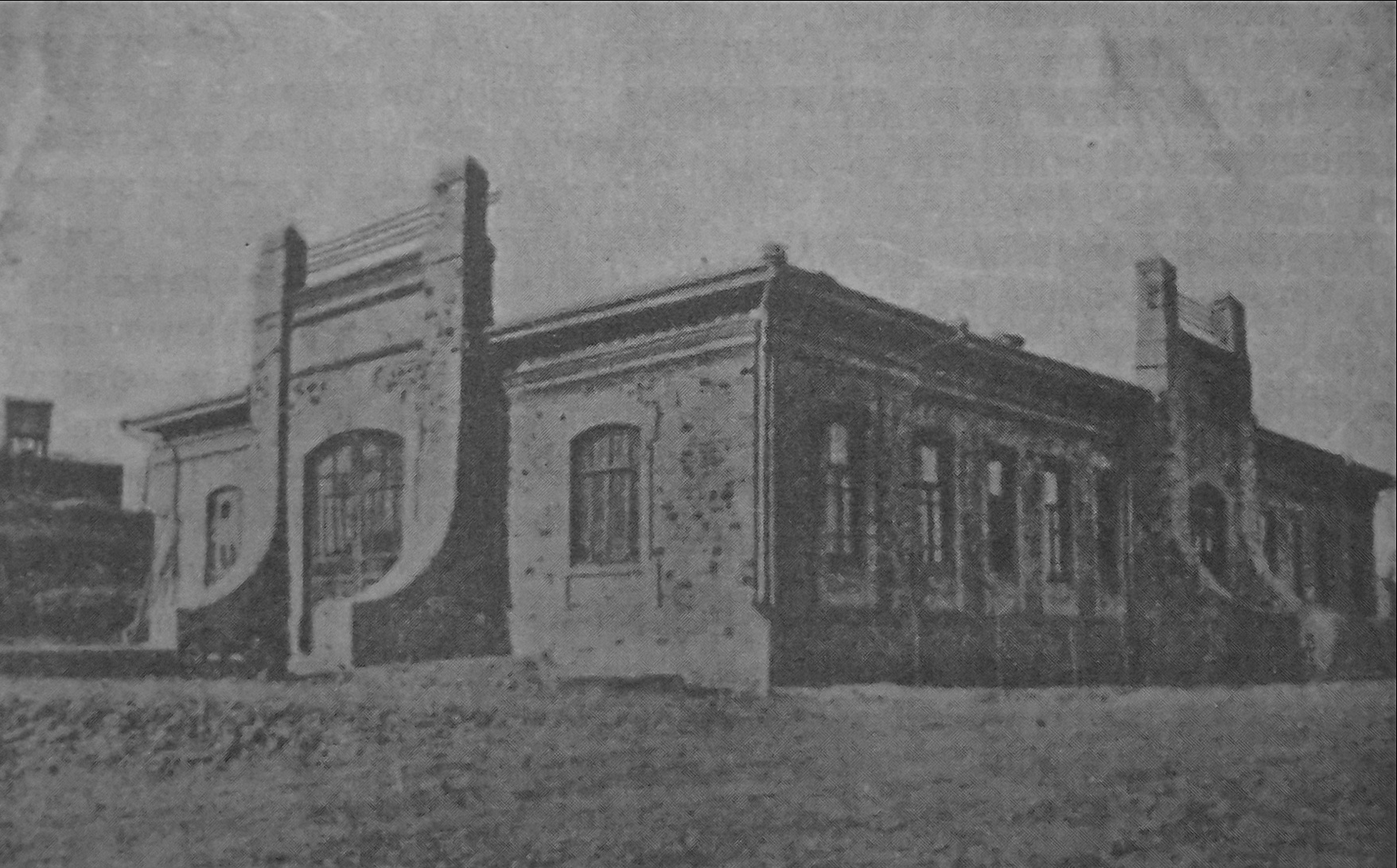
Musée à la sécurité des mineurs classé[10].
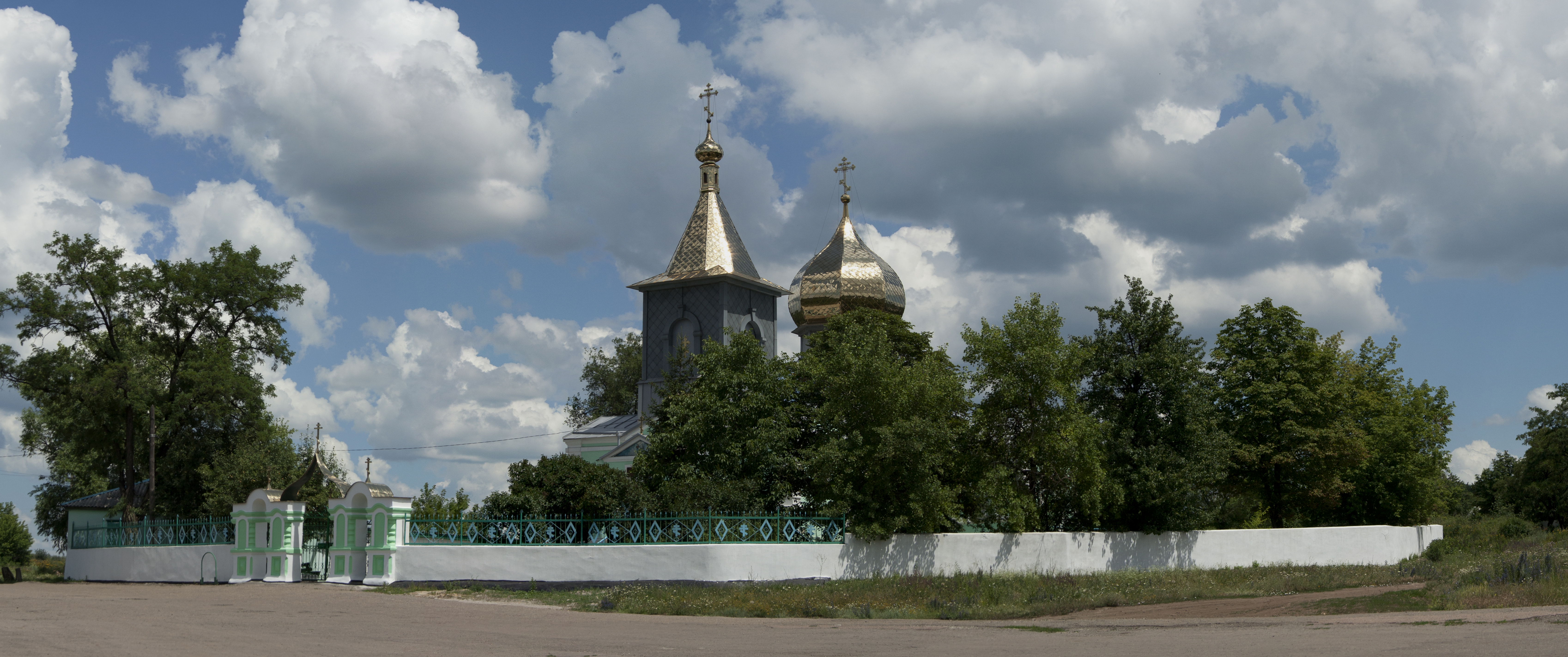
Église de la Trinité classé[11].
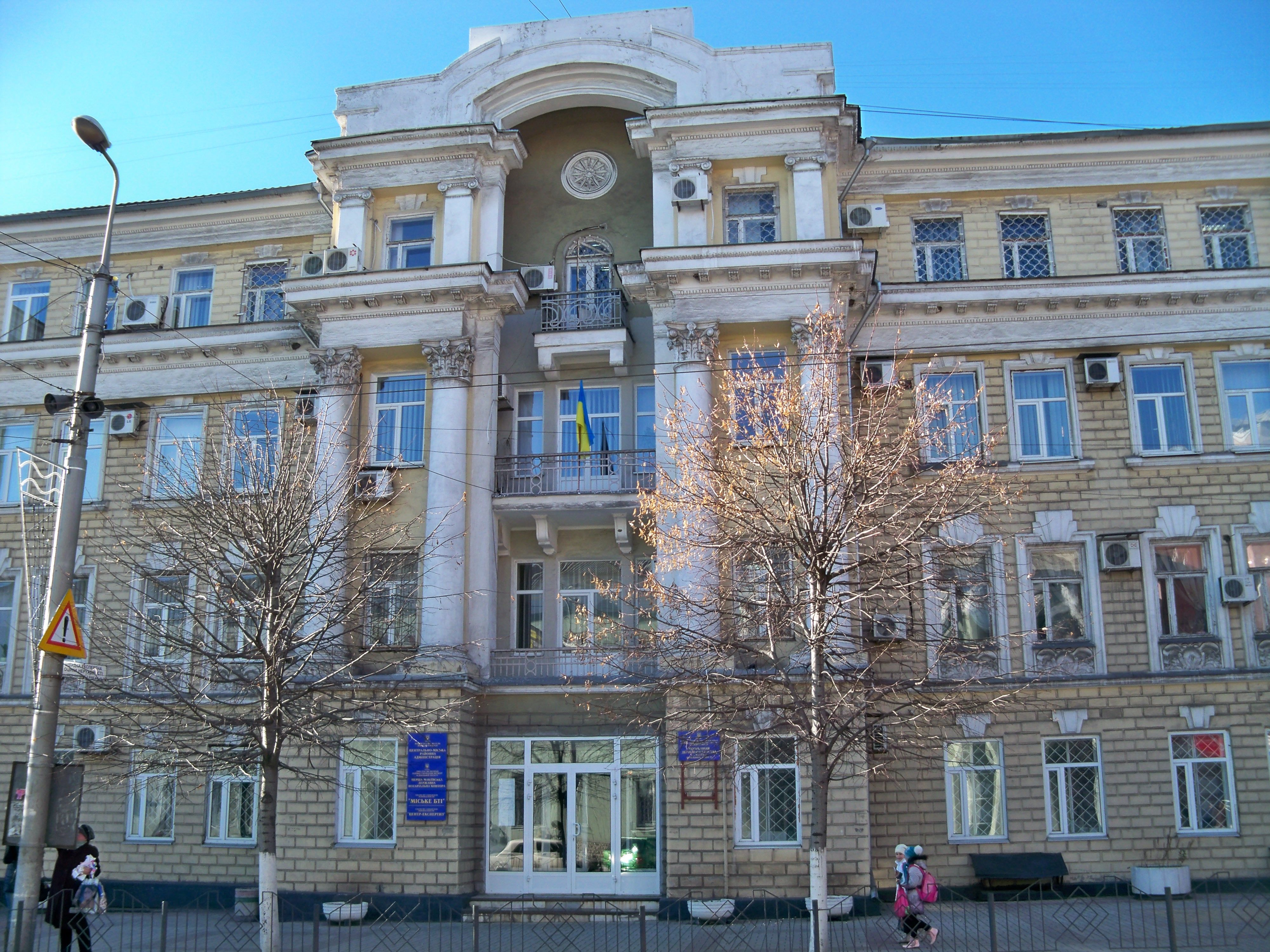
Immeuble de la rue Lénine classé[12].